# Atletismo nos Jogos Olímpicos de Verão de 1900 - Maratona masculina
A maratona masculina foi o mais longo evento do atletismo nos Jogos Olímpicos de Verão de 1900. Aconteceu no dia 19 de julho. 13 atletas de cinco países correram uma distância de 40,26 km.

## Medalhistas
| Ouro   | FRA Michel Théato  |
| Prata  | FRA Émile Champion |
| Bronze | SWE Ernst Fast     |

## Resultados
| Pos. | Atleta                     | Tempo        |
| ---- | -------------------------- | ------------ |
| 1    | FRA Michel Théato          | 2:59:45      |
| 2    | FRA Émile Champion         | 3:04:17      |
| 3    | SWE Ernst Fast             | 3:37:14      |
| 4    | FRA Eugène Besse           | 4:00:43      |
| 5    | USA Arthur Newton          | 4:04:12      |
| 6-7  | USA Dick Grant             | Desconhecido |
| 6-7  | CAN Ronald J. MacDonald    | Desconhecido |
| —    | FRA Auguste Marchais       | DNF          |
| —    | SWE Johan Nyström          | DNF          |
| —    | GBR E. Ion Pool            | DNF          |
| —    | GBR Frederick Randall      | DNF          |
| —    | GBR William Saward         | DNF          |
| —    | FRA Georges Touquet-Daunis | DNF          |